# کلیوچفکا (شهرستان فیودوروفسکی، باشقیرستان)
کلیوچفکا (انگلیسی: Klyuchevka, Fyodorovsky District, Republic of Bashkortostan) یک شهرک در شهرستان فیودوروفسکی استان باشقیرستان کشور روسیه است.